# Káně rousná
Káně rousná (Buteo lagopus) je středně velký druh dravce z čeledi jestřábovitých (Accipitridae).

## Popis
Káně rousná má délku těla 46–60 cm, rozpětí křídel 120–153 cm a váží 0,6–1,6 kg. Pohlaví si jsou podobná, samice jsou lehce mohutnější. Velikostí i zbarvením připomíná káni lesní, od které se liší zbarvením ocasu (světlý s širokou tmavou koncovou páskou) a spodiny křídla (s izolovanou tmavou skvrnou v jeho ohbí). Na rozdíl od dalších druhů kání má opeřené běháky.

## Rozšíření, biotop
Vyskytuje se v arktických oblastech Evropy, Asie a Severní Ameriky. Je tažná, zimuje v mírném pásmu všech tří kontinentů.
V České republice se objevuje pravidelně, prakticky na celém území, ale dosti kolísavě během tahu a v zimě. Zastihnout ji lze už od poloviny října až do půlky dubna (podle okolních podmínek). Velikost zimující populace byla v letech 1982–1985 odhadnuta na 2000–4000 jedinců.
Hnízdí v tundrách a lesotundrách, v zimě osídluje stepi nebo zemědělské oblasti. Zdržuje se převážně v nižších polohách, kde vyhledává otevřené, bezlesé krajiny, respektive pole a louky s přítomností většího množství hlodavců. Pokud je lokalita obzvláště bohatá na potravu, spatřit ji lze v menších hejnech, stejně tak i v době tahu.

## Potrava
Na hnízdištích, převážně v tundře, loví výhradně lumíky nebo jiné drobné savce (do velikosti zajíce) a ptáky (do velikosti bělokura). Výjimečně pozře i hmyz, ale přítomnost rostlinných částí je patrně způsobená tím, že se do žaludku dravce dostanou nechtěně s kořistí. Na zimovištích ve střední Evropě v potravě převládá hraboš polní, který může při přemnožení představovat téměř 100 % ulovené kořisti a na jehož početnosti proto závisí zastoupení jiných složek. Kořist vyhlíží krouživým letem, nebo třepotavým letem na místě (podobně jako poštolka), na hlodavce číhá i na zemi.

## Hnízdění, dožití
Monogamní druh, tvoří stálé páry. Hnízdo staví na zemi, skalách nebo na stromech po dobu asi 3–4 týdnů. Jako stavební materiál poslouží třeba větve, peří nebo rostliny (např. z čeledi šáchorovité). Hnízda mají průměr 60–90 cm a hluboká jsou asi 25–60 cm. Snůška čítá obvykle tři až čtyři vejce (na délku je vejce v průměru 56,4 mm dlouhé a 44,7 mm široké), velikost snůšky však výrazně kolísá v závislosti na početnosti hlodavců (v rozmezí 1–7 vajec). Inkubační doba je dlouhá minimálně 31 dnů (přibližně 31–37 dnů), na vejcích sedí výhradně samice. Potravu pro mláďata shání samec, na hnízdě ji však předává družce, která pak krmí mláďata sama. Hnízdo opouští asi po 40 dnech, ale jsou stále zhruba jeden měsíc dokrmována rodiči. Pohlavně vyzrálá jsou ve věku 2–3 let. V zajetí se káně rousná dožila i 24 let. V divočině se dožije maximálně asi 18 let, v průměru však pouze dvou let, a to z důvodu toho, že nepřežije většina mladých ptáku (zejména kvůli ilegálním odstřelům, pastím, střetům s elektrickým vedením nebo při kolizích s motorovými vozidly).

## Fotogalerie

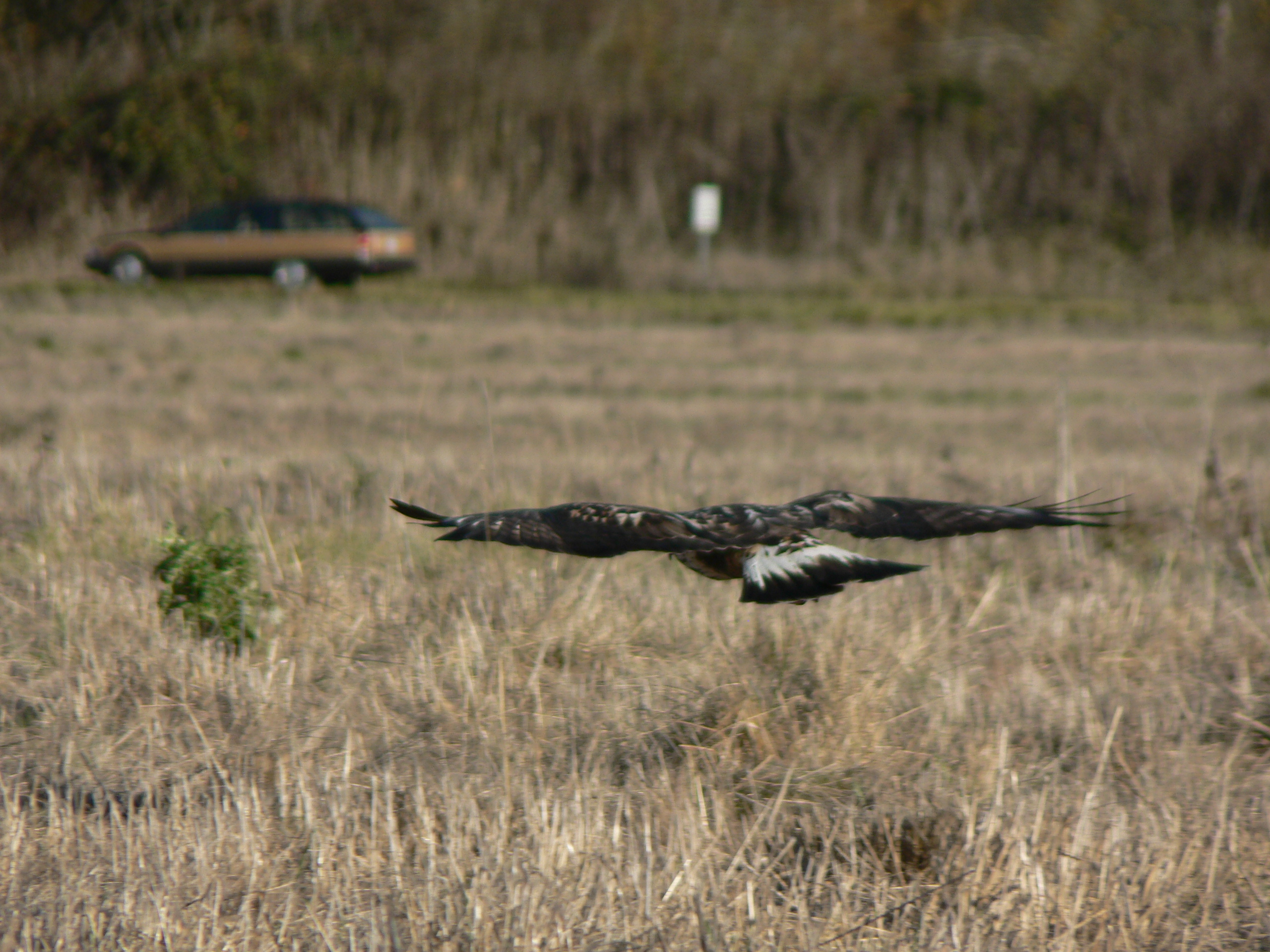
Káně rousná v letu, s patrným charakteristickým zbarvením ocasu
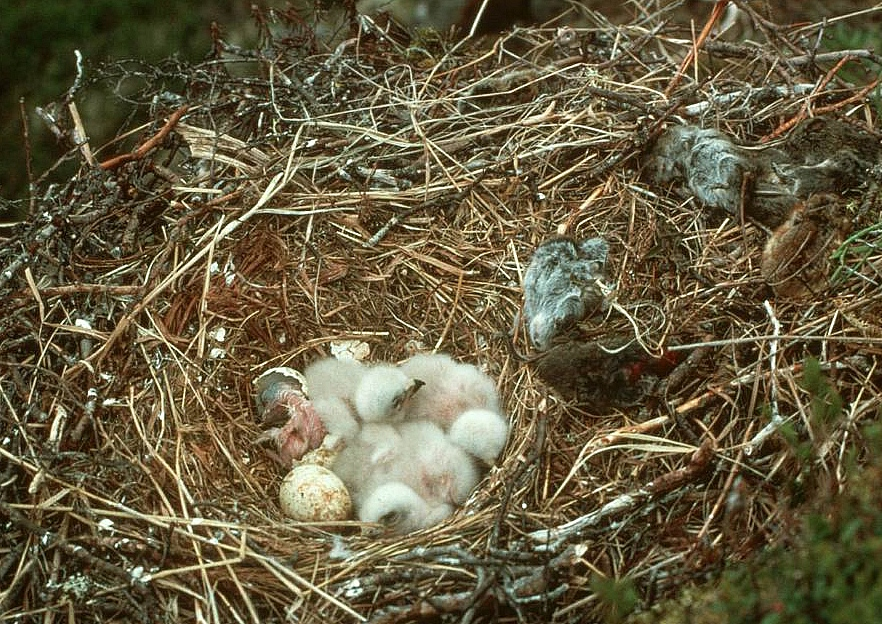
Vejce a mláďata v hnízdě
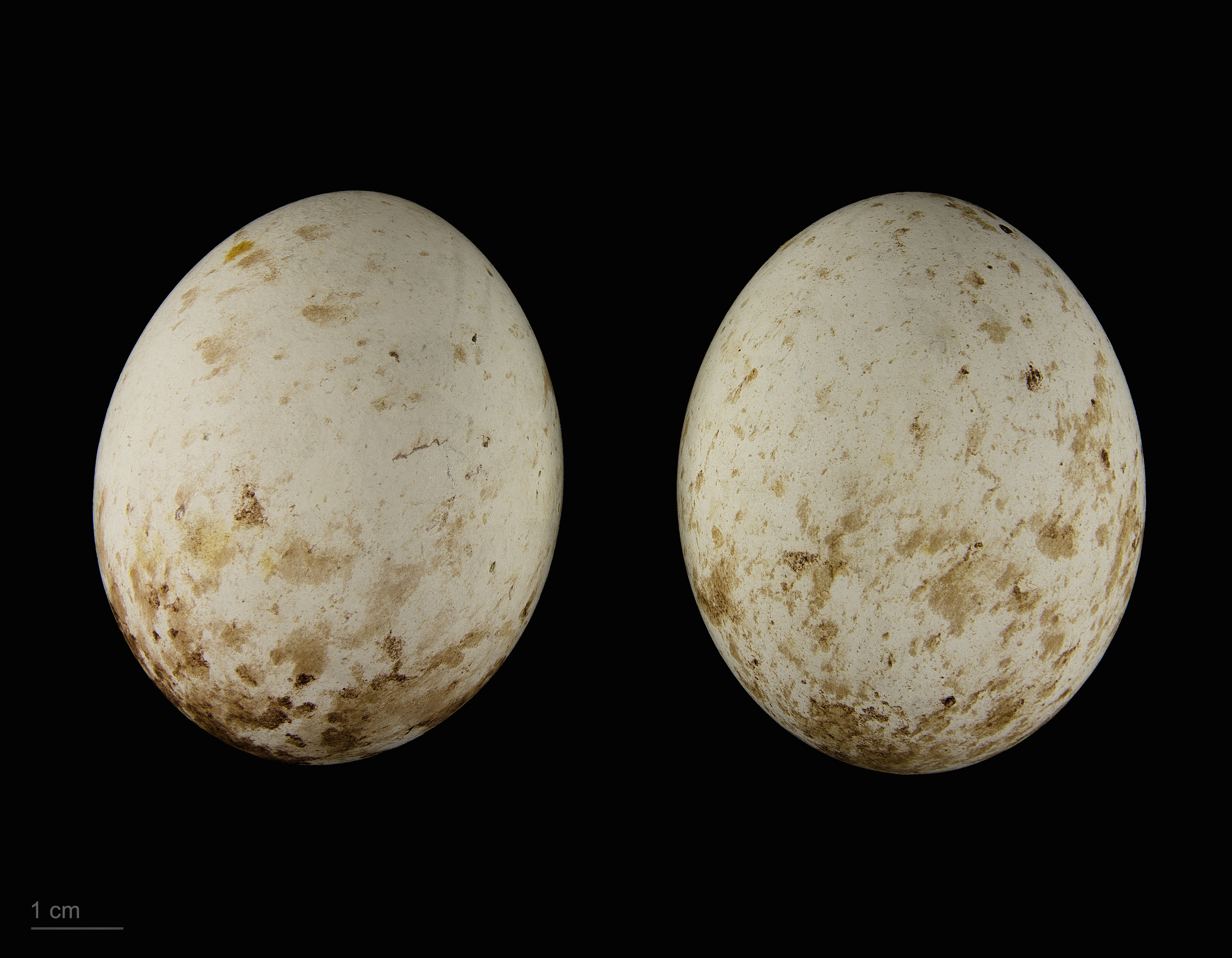
Vejce káně rousné (Buteo lagopus)